# Норри, Кэмерон
Кэ́мерон (Кэм) Но́рри (англ. Cameron Norrie, род. 23 августа 1995 года, Йоханнесбург, ЮАР) — британский теннисист, до 2013 года выступал за Новую Зеландию; победитель шести турниров ATP (из них пять в одиночном разряде), бывшая восьмая ракетка мира в одиночном разряде.

## Биография
Норри родился в Южной Африке в семье шотландца и валлийки. Отец Дэвид и мать Хелен — микробиологи. Три года спустя, после кражи со взломом, семья переехала в Новую Зеландию, где Норри начал заниматься теннисом с шести лет, а также сквошем, регби, футболом и крикетом. В возрасте 15 лет он сосредоточился на теннисе.
Любимое покрытие — хард; любимый турнир — Уимблдон; кумирами в мире тенниса во время взросления были Андре Агасси и Рафаэль Надаль. Болельщик регбийной команды «Саут Сидней Рэббитоуз» и сборной Новой Зеландии, а также футбольной команды «Ньюкасл Юнайтед».

## Спортивная карьера

### Начало карьеры
Во время юниорского этапа карьеры Норри представлял Новую Зеландию и достигал № 10 в юниорском рейтинге. В 16 лет Норри сменил гражданство на Великобританию. Он жил и тренировался в Национальном Теннисном Центре, а затем стал жить в семье опекунов в течение двух лет, пока продолжал свое обучение. В 2013 году он участвовал во всех юношеских матчах Большого шлема: Австралийский турнир за Новую Зеландию, затем за Великобританию на Открытом чемпионате Франции, Уимблдоне и Открытом чемпионате США, но сумел победить только в одном матче в Австралии.
Определённые сложности в Европе вынудили британца перебраться в США. Норри изучал социологию в Техасском Христианском университете (TCU) и присоединился к команде университета по теннису, где он стал лучшим теннисистом среди всех колледжей в США.
Взрослую карьеру Норри начал в 2013 году. В январе он стал участником квалификационного отбора на турнир уровня ATP в Окленде, выиграв первый матч, он проиграл во втором. В том же году Норри выиграл первый взрослый титул в карьере — в парном разряде на турнире из серии «фьючерс» в Великобритании. Первую победу в одиночном разряде на «фьючерсах» он одержал 11 октября 2015 года Норри в американском Мансфилде и занял 706 место в мировом рейтинге.
В 2016 году Кэмерон выиграл ещё два титула на «фьючерсах», а также сыграл первый финал на более статусном турнире серии «челленджер». Норри сыграл три турнира в январе 2017 года, достигнув полуфинала на одном «челленджере» и затем не выступал до июня. По возвращении на корт Норри впервые сыграл в основной сетке в рамках Мирового тура, получив уайлд-кард на турнир в Лондоне (турнир серии ATP 500), где он уступил Сэму Куэрри в первом раунде. Через неделю, Норри одержал свою первую победу в основной сетке ATP и над игроком топ-50, переиграв Орасио Себальоса в Истборне. Третий подряд уайлд-кард он получил на Уимблдон 2017, где был разгромлен Жо-Вильфридом Тсонга в первом раунде.
В июле 2017 года Кэмерон выиграл свой первый «челленджер» на турнире серии в Бингемтоне. На Открытом чемпионате США он сумел преодолеть квалификацию и пройти во второй раунд. Осенью Нори выиграл ещё два «челленджера» в США (в Тибьюроне и Стоктоне).

### 2018—2019
Норри был посеян шестым в отборочном раунде на Открытом чемпионате Австралии 2018 года, но не смог продвинуться в основную сетку, проиграв Джону-Патрику Смиту. В феврале он впервые был отобран в национальную команду Кубка Дэвиса на матч первого тура Мировой группы против сборной Испании. Он одержал самую большую победу в своей карьере в своем первом матче, проигрывая два сета, он сумел победить Роберто Баутисту Агута в пяти сетах, однако эта победа оказалась единственной для британцев и они проиграли 1-3. В марте он квалифицировался на первый в карьере турнир серии Мастерс — в Индиан-Уэлсе, но проиграл в первом раунде Таро Даниэлю. Затем он квалифицировался на свой второй подряд Мастерс в Майами, но опять проиграл Николасу Ярри в первом раунде.
В начале мая 2018 года на турнире в Эшториле Норри, объединившись с другим британцем Кайлом Эдмундом в парном разряде, выиграл свой первый титул в Мировом туре, обыграв Уэсли Колхофа и Артёма Ситака — 6-4, 6-2. В конце мясяца Норри успешно выступил на турнире в Лионе, где впервые прошёл в полуфинал основных соревнований и после этого дебютировал в топ-100. Также в Лионе Кэмерон впервые смог выиграть у игрока из первой десятки рейтинга, взяв верх над № 10 в мире Джоном Изнером в 1/4 финала. На Открытом чемпионате Франции 2018 года Норри впервые стал непосредственным участником серии Большого шлема без специальных приглашений и отборов. В первом раунде он прошёл Петера Гоёвчика, а во втором раунде столкнулся с французом Люкой Пуем, в итоге проиграв французу в 5 сетах.
В июне 2018 года Норри добрался до четвертьфинала в Истборне. На Уимблдоне 2018 года ему не удалось преодолеть первый раунд. На турнирах в Атланте и Кабо-Сан-Лукасе он добрался до полуфиналов. Лучшим результатом осенней части стал четвертьфинал турнира в Шэньчжэне. По итогам сезона Норри занял 90-е место рейтинга.
Старт сезона 2019 года оказался для Норри успешным. Он сумел впервые в карьере выйти в финальный матч на турнирах АТП-тура в одиночном разряде и сделал это на турнире в Окленде. В решающем матче он уступил без особой борьбы американцу Теннису Сандгрену — 4-6, 2-6. На Открытом чемпионате Австралии он уступил в первом же раунде Тэйлору Фрицу. В конце февраля Норри дошёл до полуфинала турнира в Акапулько, но уступил явному фавориту немцу Александру Звереву в двухсетовом матче. В марте Кэмерон вошёл в число топ-50 теннисистов в мировом рейтинге, а в мае поднялся на самую высокую в карьере — 41-ю строчку.
В июле 2019 года на турнире в Атланте Норри второй раз в сезоне смог пройти в 1/2 финала. На Открытом чемпионате США он проиграл в первом раунде Грегуару Барреру в пятисетовом поединке и, таким образом, на всех четырёх Больших шлемах сезона смог пройти во второй раунд, только на Уимблдоне.

### 2020—2021
Сезон 2020 года Норри начал с выступления за команду Великобритании на Кубке ATP и помог своей сборной выйти в четвертьфинал. После перерыва в сезоне Норри на Открытом чемпионате США смог впервые в карьере выйти в третий раунд Большого шлема. В октябре он добрался до 1/4 финала зального турнира в Санкт-Петербурге.
В январе 2021 года Кэмерон дошёл до полуфинала на турнире ATP 250 в Делрей-Бич, где уступил американскому теннисисту Себастьяну Корде. По ходу соревнования он обыграл двух сеянных на турнире: француза Адриана Маннарино и американца Фрэнсиса Тиафо. На Открытом чемпионате Австралии он впервые доиграл до третьего раунда, где не смог оказать нужного сопротивления для победы над Рафаэлем Надалем. В марте он вышел в четвертьфинал в Акапулько и третий раунд на первом Мастерсе в сезоне — в Индиан-Уэлсе.

## Рейтинг на конец года
| Год  | Одиночный рейтинг | Парный рейтинг |
| 2024 | 49                | —              |
| 2023 | 18                | 193            |
| 2022 | 14                | 158            |
| 2021 | 12                | 150            |
| 2020 | 71                | 187            |
| 2019 | 53                | 159            |
| 2018 | 90                | 182            |
| 2017 | 114               | 631            |
| 2016 | 276               | 538            |
| 2015 | 717               | —              |
| 2014 | 670               | 1032           |
| 2013 | 979               | 1126           |

## Выступления на турнирах

### Финалы турнировATPв одиночном разряде (15)

#### Победы (5)
| Легенда                     |
| --------------------------- |
| Турниры Большого шлема (0)* |
| Итоговый турнир ATP (0)     |
| Олимпиада (0)               |
| Мастерс (1)                 |
| АТР 500 (1)                 |
| АТР 250 (3+1)               |

| Титулы по покрытиям | Титулы по месту проведения матчей турнира |
| ------------------- | ----------------------------------------- |
| Хард (3)*           | Зал (0)                                   |
| Грунт (2+1)         | Зал (0)                                   |
| Трава (0)           | Открытый воздух (5+1)                     |
| Ковёр (0)           | Открытый воздух (5+1)                     |

* количество побед в одиночном разряде + количество побед в парном разряде.
| №  | Дата            | Турнир                   | Покрытие | Соперник в финале   | Счёт           |
| 1. | 24 июля 2021    | Кабо-Сан-Лукас, Мексика  | Хард     | Брэндон Накасима    | 6-2 6-2        |
| 2. | 17 октября 2021 | Индиан-Уэлс, США         | Хард     | Николоз Басилашвили | 3-6 6-4 6-1    |
| 3. | 20 февраля 2022 | Делрей-Бич, США          | Хард     | Райли Опелка        | 7-6(1) 7-6(4)  |
| 4. | 21 мая 2022     | Лион, Франция            | Грунт    | Алекс Молчан        | 6-3 6-7(3) 6-1 |
| 5. | 26 февраля 2023 | Рио-де-Жанейро, Бразилия | Грунт    | Карлос Алькарас     | 5-7 6-4 7-5    |

#### Поражения (10)
| №   | Дата            | Турнир                  | Покрытие   | Соперник в финале | Счёт           |
| 1.  | 12 января 2019  | Окленд, Новая Зеландия  | Хард       | Теннис Сандгрен   | 4-6 2-6        |
| 2.  | 2 мая 2021      | Кашкайш, Португалия     | Грунт      | Альберт Рамос     | 6-4 3-6 6-7(3) |
| 3.  | 23 мая 2021     | Лион, Франция           | Грунт      | Стефанос Циципас  | 3-6 3-6        |
| 4.  | 20 июня 2021    | Лондон, Великобритания  | Трава      | Маттео Берреттини | 4-6 7-6(5) 3-6 |
| 5.  | 3 октября 2021  | Сан-Диего, США          | Хард       | Каспер Рууд       | 0-6 2-6        |
| 6.  | 26 февраля 2022 | Акапулько, Мексика      | Хард       | Рафаэль Надаль    | 4-6 4-6        |
| 7.  | 6 августа 2022  | Кабо-Сан-Лукас, Мексика | Хард       | Даниил Медведев   | 5-7 0-6        |
| 8.  | 14 января 2023  | Окленд, Новая Зеландия  | Хард       | Ришар Гаске       | 4-6 6-4 6-4    |
| 9.  | 19 февраля 2023 | Буэнос-Айрес, Аргентина | Грунт      | Карлос Алькарас   | 3-6 5-7        |
| 10. | 9 ноября 2024   | Мец, Франция            | Хард (зал) | Бенжамен Бонзи    | 6-7(6) 4-6     |

### Финалы челленджеров и фьючерсов в одиночном разряде (9)

#### Победы (6)
| Условные обозначения |
| Челленджеры (3)*     |
| Фьючерсы (3+1)       |

| Титулы по покрытиям | Титулы по месту проведения матчей турнира |
| ------------------- | ----------------------------------------- |
| Хард (6)*           | Зал (0)                                   |
| Грунт (0+1)         | Зал (0)                                   |
| Трава (0)           | Открытый воздух (6+1)                     |
| Ковёр (0)           | Открытый воздух (6+1)                     |

* количество побед в одиночном разряде + количество побед в парном разряде.
| №  | Дата            | Турнир         | Покрытие | Соперник в финале | Счёт        |
| 1. | 11 октября 2015 | Мансфилд, США  | Хард     | Алексиос Халебян  | 7-5 3-6 6-4 |
| 2. | 26 июня 2016    | Талса, США     | Хард     | Райан Хэвилэнд    | 6-1 6-1     |
| 3. | 3 июля 2016     | Уичито, США    | Хард     | Джаред Хильцик    | 6-3 6-3     |
| 4. | 30 июля 2017    | Бингемтон, США | Хард     | Джордан Томпсон   | 6-4 0-6 6-4 |
| 5. | 1 октября 2017  | Тибьюрон, США  | Хард     | Теннис Сандгрен   | 6-2 6-3     |
| 6. | 8 октября 2017  | Стоктон, США   | Хард     | Дариан Кинг       | 6-1 6-3     |

#### Поражения (3)
| №  | Дата             | Турнир           | Покрытие | Соперник в финале | Счёт            |
| 1. | 8 июня 2014      | Герцлия, Израиль | Хард     | Янник Янковиц     | 4-6 0-2 — отказ |
| 2. | 14 августа 2016  | Аптос, США       | Хард     | Дэниел Эванс      | 3-6 4-6         |
| 3. | 17 сентября 2017 | Кэри, США        | Хард     | Кевин Кинг        | 4-6 1-6         |

### Финалы турнировATPв парном разряде (1)

#### Победа (1)
| №  | Дата       | Турнир              | Покрытие | Партнёр     | Соперники в финале       | Счёт    |
| 1. | 6 мая 2018 | Кашкайш, Португалия | Грунт    | Кайл Эдмунд | Уэсли Колхоф Артём Ситак | 6-4 6-2 |

### Финалы челленджеров и фьючерсов в парном разряде (2)

#### Победа (1)
| №  | Дата        | Турнир                            | Покрытие | Партнёр      | Соперники в финале        | Счёт           |
| 1. | 12 мая 2013 | Ньюкасл-апон-Тайн, Великобритания | Грунт    | Люк Бэмбридж | Тоби Мартин Скотт Клейтон | 6-0 4-6 [10-3] |

#### Поражение (1)
| №  | Дата           | Турнир        | Покрытие   | Партнёр      | Соперники в финале        | Счёт    |
| 1. | 27 ноября 2016 | Колумбус, США | Хард (зал) | Люк Бэмбридж | Дэвид О’Хара Джо Солсбери | 3-6 4-6 |

## История выступлений на турнирах
По состоянию на 20 февраля 2025 года
Для того, чтобы предотвратить неразбериху и удваивание счета, информация в этой таблице корректируется только по окончании турнира или по окончании участия там данного игрока.
| Турнир                       | 2017  | 2018  | 2019  | 2020          | 2021          | 2022          | 2023  | 2024  | 2025  | Итог   | В/П за карьеру |
| ---------------------------- | ----- | ----- | ----- | ------------- | ------------- | ------------- | ----- | ----- | ----- | ------ | -------------- |
| Турниры Большого шлема       |       |       |       |               |               |               |       |       |       |        |                |
| Открытый чемпионат Австралии | -     | К2    | 1Р    | 1Р            | 3Р            | 1Р            | 3Р    | 4Р    | 1Р    | 0 / 7  | 7-7            |
| Открытый чемпионат Франции   | -     | 2Р    | 1Р    | 1Р            | 3Р            | 3Р            | 3Р    | 1Р    |       | 0 / 7  | 7-7            |
| Уимблдонский турнир          | 1Р    | 1Р    | 2Р    | НП            | 3Р            | 1/2           | 2Р    | 3Р    |       | 0 / 7  | 11-7           |
| Открытый чемпионат США       | 2Р    | 2Р    | 1Р    | 3Р            | 1Р            | 4Р            | 3Р    | -     |       | 0 / 7  | 9-7            |
| Итог                         | 0 / 2 | 0 / 3 | 0 / 4 | 0 / 3         | 0 / 4         | 0 / 4         | 0 / 4 | 0 / 3 | 0 / 1 | 0 / 28 |                |
| В/П в сезоне                 | 1-2   | 2-3   | 1-4   | 2-3           | 6-4           | 10-4          | 7-4   | 5-3   | 0-1   |        | 34-28          |
| Итоговые турниры             |       |       |       |               |               |               |       |       |       |        |                |
| Итоговый турнир ATP          | -     | -     | -     | -             | Группа        | -             | -     | -     |       | 0 / 1  | 0-2            |
| Турниры Мастерс              |       |       |       |               |               |               |       |       |       |        |                |
| Индиан-Уэлс                  | -     | 1Р    | 1Р    | НП            | П             | 1/4           | 1/4   | 3Р    |       | 1 / 6  | 14-5           |
| Майами                       | -     | 1Р    | 1Р    | НП            | 3Р            | 4Р            | 2Р    | 3Р    |       | 0 / 6  | 4-6            |
| Монте-Карло                  | -     | -     | 3Р    | НП            | -             | 2Р            | 1Р    | 1Р    |       | 0 / 4  | 2-4            |
| Мадрид                       | -     | -     | -     | НП            | -             | 3Р            | 3Р    | 3Р    |       | 0 / 3  | 4-3            |
| Рим                          | -     | К1    | 2Р    | К1            | 2Р            | 2Р            | 4Р    | 3Р    |       | 0 / 5  | 6-5            |
| Торонто/Монреаль             | -     | -     | 2Р    | НП            | 1Р            | 3Р            | 1Р    | -     |       | 0 / 4  | 3-4            |
| Цинциннати                   | -     | К1    | К1    | 1Р            | 1Р            | 1/2           | 1Р    | -     |       | 0 / 4  | 4-4            |
| Шанхай                       | -     | К1    | 2Р    | Не проводился | Не проводился | Не проводился | 2Р    | -     |       | 0 / 2  | 1-2            |
| Париж                        | -     | -     | 1Р    | -             | 3Р            | 2Р            | -     | К1    |       | 0 / 3  | 3-3            |
| Статистика за карьеру        |       |       |       |               |               |               |       |       |       |        |                |
| Проведено финалов            | 0     | 0     | 1     | 0             | 6             | 4             | 3     | 1     | 0     |        | 15             |
| Выиграно турниров АТП        | 0     | 0     | 0     | 0             | 2             | 2             | 1     | 0     | 0     |        | 5              |
| В/П: всего                   | 2-4   | 19-18 | 21-25 | 9-13          | 52-25         | 49-26         | 35-23 | 21-18 | 5-5   |        | 214-159        |
| Σ % побед                    | 33 %  | 51 %  | 46 %  | 41 %          | 68 %          | 65 %          | 59 %  | 54 %  | 50 %  |        | 57,4 %         |

К — проигрыш в квалификационном турнире.

## Победы над теннисистами из топ-10
По состоянию на 1 декабря 2024 года
| Сезон | 2017 | 2018 | 2019 | 2020 | 2021 | 2022 | 2023 | 2024 | Всего |
| Побед | 0    | 1    | 0    | 0    | 2    | 3    | 4    | 0    | 10    |

| №    | Игрок               | Рейтинг | Турнир                   | Покрытие | Этап          | Счёт                | Рейтинг Норри |
| ---- | ------------------- | ------- | ------------------------ | -------- | ------------- | ------------------- | ------------- |
| 2018 |                     |         |                          |          |               |                     |               |
| 1.   | Джон Изнер          | 10      | Лион, Франция            | Грунт    | 1/4 финала    | 7-6(1), 6-4         | 102           |
| 2021 |                     |         |                          |          |               |                     |               |
| 2.   | Доминик Тим         | 4       | Лион, Франция            | Грунт    | 2-й раунд     | 6-3, 6-2            | 49            |
| 3.   | Александр Зверев    | 5       | Сан-Диего, США           | Хард     | 1/2 финала    | 3-6, 6-3, 6-4       | 28            |
| 2022 |                     |         |                          |          |               |                     |               |
| 4.   | Стефанос Циципас    | 4       | Акапулько, Мексика       | Хард     | 1/2 финала    | 6-4, 6-4            | 12            |
| 5.   | Феликс Оже-Альяссим | 9       | Кабо-Сан-Лукас, Мексика  | Хард     | 1/2 финала    | 6-4, 3-6, 6-3       | 12            |
| 6.   | Карлос Алькарас     | 4       | Цинциннати, США          | Хард     | 1/4 финала    | 7-6(4), 6-7(4), 6-4 | 11            |
| 2023 |                     |         |                          |          |               |                     |               |
| 7.   | Рафаэль Надаль      | 2       | United Cup               | Хард     | Группа        | 3-6, 6-3, 6-4       | 14            |
| 8.   | Тейлор Фриц         | 9       | United Cup               | Хард     | Финал городов | 6-4, 5-7, 6-4       | 14            |
| 9.   | Карлос Алькарас     | 2       | Рио-де-Жанейро, Бразилия | Грунт    | Финал         | 5-7, 6-4, 7-5       | 13            |
| 10.  | Андрей Рублёв       | 7       | Индиан-Уэлс, США         | Хард     | 4-й раунд     | 6-2, 6-4            | 12            |